# Mahongwé (peuple)
Pour les articles homonymes, voir Mahongwé.
Les Mahongwés sont un peuple du nord-est du Gabon qui vit principalement dans la province de l'Ogooué-Ivindo.
Peu nombreux, ils font partie du groupe des Kotas (ou Bakotas).

## Ethnonymie
Selon les sources, on observe plusieurs variantes : Hongwe, Houngoué, Houngwe, Hungwe, Mahongoué, Mahongwes, Mahoungoué, Gongwe, Maonghoué.

## Langue
Ils parlent le mahongwé, une langue bantoue dont le nombre de locuteurs était estimé à un millier en 2000.

## Arts

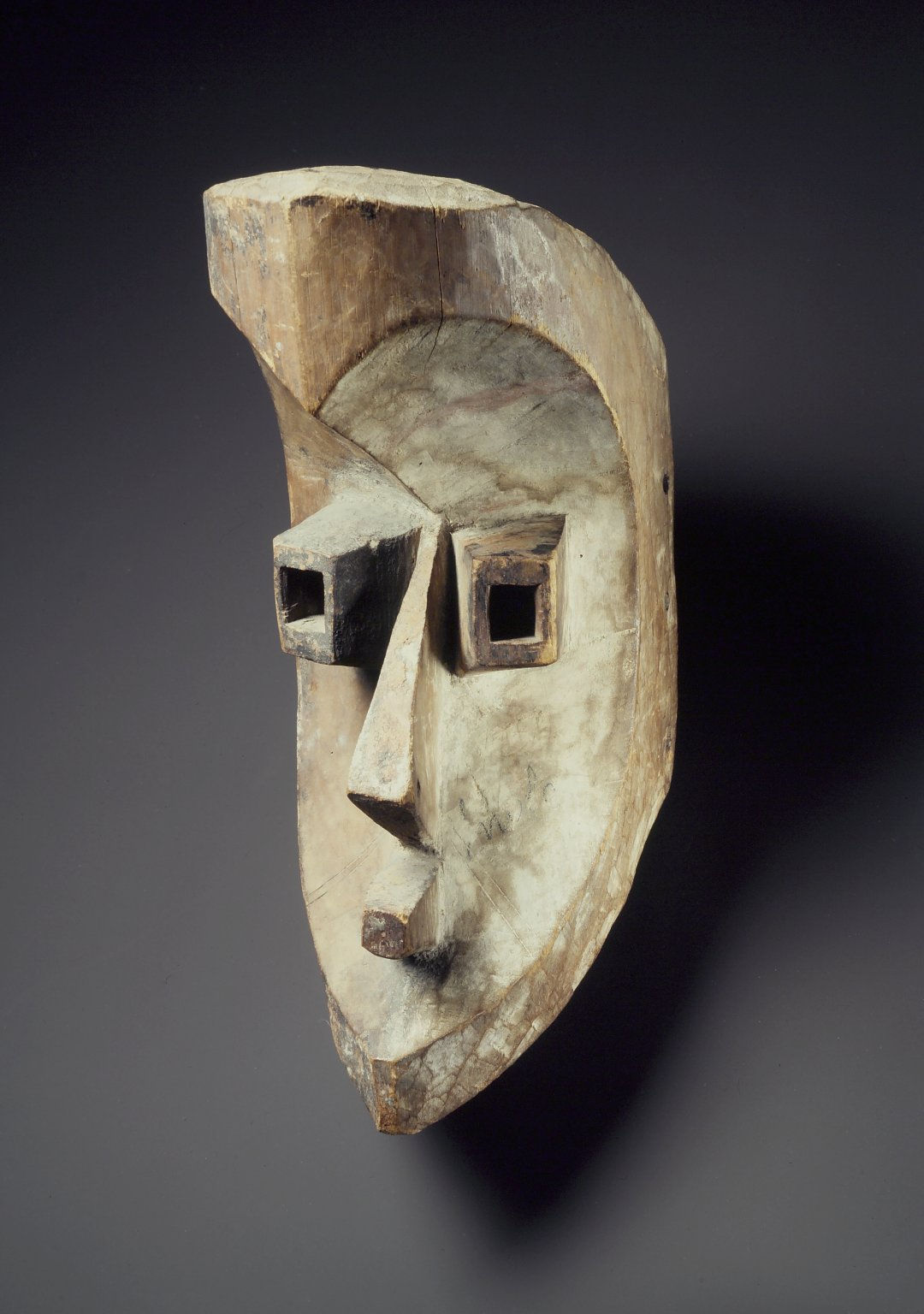
Masque géométrique

Leurs figures de reliquaires en bois décoré de lamelles de cuivre ou de laiton sont réputées, de même que leurs masques en bois polychrome.